# North Greenbush
North Greenbush es un pueblo ubicado en el condado de Rensselaer en el estado estadounidense de Nueva York. En el año 2000 tenía una población de 10,805 habitantes y una densidad poblacional de 223 personas por km².

## Geografía
North Greenbush se encuentra ubicado en las coordenadas 42°40′21.44″N 73°40′33.91″O / 42.6726222, -73.6760861.

## Demografía
Según la Oficina del Censo en 2000 los ingresos medios por hogar en la localidad eran de $55,422, y los ingresos medios por familia eran $62,845. Los hombres tenían unos ingresos medios de $40,872 frente a los $29,743 para las mujeres. La renta per cápita para la localidad era de $24,025. Alrededor del 3% de la población estaban por debajo del umbral de pobreza.